# Ichneumon pellionellae
Ichneumon pellionellae là một loài tò vò trong họ Ichneumonidae.